# Chiesa di San Pietro (Pareto)
La chiesa di San Pietro è la parrocchiale seicentesca del comune di Pareto in provincia di Alessandria.